# Trichostachys thollonii
Trichostachys thollonii är en måreväxtart som beskrevs av De Wild.. Trichostachys thollonii ingår i släktet Trichostachys och familjen måreväxter.
Artens utbredningsområde är Kongo-Kinshasa. Inga underarter finns listade i Catalogue of Life.